# S/Y Glädjen
För filmen som bygger på boken, se S/Y Glädjen (film).
S/Y Glädjen är en roman av den svenska författaren Inger Alfvén, utgiven 1979 på Albert Bonniers Förlag.
Boken handlar om en familj som försöker hantera sin sorg efter att ett av barnen har dött. Familjen beslutar sig för att segla jorden runt och köper en båt. Båten visar sig dock ha tillhört en annan olycksdrabbad familj där maken och sonen omkommit i en olycka i Biscayabukten. Annika, den nuvarande ägaren till båten, blir besatt av att ta reda på de tidigare ägarnas öde.
S/Y Glädjen kom att bli Alfvéns genombrottsroman och var en försäljningsframgång. Boken filmatiserades 1989 i regi av Göran du Rées som S/Y Glädjen.
Boken är en av titlarna i boken Tusen svenska klassiker (2009).

## Utgåvor
- Alfvén, Inger (1979). s/y Glädjen: [roman]. Stockholm: Bonnier. Libris 7146009. ISBN 91-0-043994-0
- Alfvén, Inger (1979) (på obestämt språk). s/y Glädjen Box 1 .. Enskede: TPB:. Libris 11530227
- Alfvén, Inger (1980) (på danska). s/y Glæden. København: Lademann. Libris 7198105. ISBN 87-15-01149-6
- Alfvén, Inger (1980). s/y Glädjen: [roman]. Delfinserien, 0346-6574 ; 646 ([Ny utg.]). Stockholm: Bonnier. Libris 7146272. ISBN 91-0-044819-2
- Alfvén, Inger (1982). s/y Glädjen: roman. MånPocket, 99-0184541-6 ([Ny utg.]). Stockholm: MånPocket. Libris 7654072. ISBN 91-7642-092-2
- Alfvén, Inger; Riis Annie (1989) (på norska). S/Y Gleden: [roman]. Oslo: Grøndahl. Libris 7297894. ISBN 82-504-1719-4
- Alfvén, Inger (2001). s/y Glädjen. Svenska klassiker (Bonnier), 99-2034617-9 ([Ny utg.]). Stockholm: Bonnier. Libris 7150513. ISBN 91-0-057432-5
- Alfvén, Inger; Wolandt Holger (2003) (på tyska). Das weite Meer: Roman. Goldmann ; 72994 : btb. München: Goldmann. Libris 8951853. ISBN 3-442-72994-7
- Alfvén, Inger (2006). s/y Glädjen. Enskede: TPB. Libris 11523054
- Alfvén, Inger (2011). S/y Glädjen. Klassikerserien Repris ([Ny utg.]). Stockholm: Repris. Libris 12418754. ISBN 978-91-86745-13-4
- Alfvén, Inger (2012). S/Y Glädjen ([Ny utg.]). Stockholm: Bonnier. Libris 13519482. ISBN 978-91-0-100179-6

### Fotnoter
1. ↑  ”S/Y Glädjen”. Libris.kb.se. http://libris.kb.se/hitlist?d=libris&q=Inger+Alfv%C3%A9n+S%2fY+Gl%C3%A4djen&f=simp&spell=true&hist=true&p=1. Läst 12 februari 2013.
2. 1 2 3  Gradvall et al 2009, nr. 538
3. ↑  ”S/Y Glädjen”. Svensk Filmdatabas. http://sfi.se/sv/svensk-filmdatabas/Item/?type=MOVIE&itemid=16479&ref=%2ftemplates%2fSwedishFilmSearchResult.aspx%3fid%3d1225%26epslanguage%3dsv%26searchword%3ds%2fy+gl%C3%A4djen%26type%3dMovieTitle%26match%3dBegin%26page%3d1%26prom%3dFalse. Läst 12 februari 2013.